# Юлдуз (Азнакаевский район)
Юлдуз (тат. Йолдыз) — село в Азнакаевском районе Республики Татарстан. Относится к Микулинскому сельскому поселению.

## География
Село Юлдуз расположено на юго-востоке Республики Татарстан, на правом берегу речки Ямашки. Высота над уровнем моря — 228 м.
Расстояние до центра сельсовета, села Микулино, составляет 5,5 км по автодорогам на юг, до райцентра — 30 км по автодорогам на северо-восток.

## История
Село основано в 1920-х годах как посёлок в составе Бугульминской волости Бугульминского кантона Татарской АССР.
С 1930 года — в составе Павловского сельсовета Бугульминского района, проживали татары.
В 1948 году — посёлок, центр Павловского сельсовета.
12 января 1965 года село вошло в состав Азнакаевского района.

## Население
По переписи 2010 года в селе проживало 11 человек (6 мужчин, 5 женщин).
В 2002 году — 17 человек (8 мужчин, 9 женщин), татары (82 %).
| 1926 | 1949 | 1958 | 1970 | 1979 | 1989 | 2002 | 2010 |
| ---- | ---- | ---- | ---- | ---- | ---- | ---- | ---- |
| 59   | 63   | 118  | 86   | 22   | 20   | 17   | 11   |

Летом проживают 12 семей.

## Инфраструктура
В селе одна улица — улица Нефтяников. В 1940-е — 1970-е годы в селе был клуб, в котором показывали кино, работал сельсовет.
Также здесь была четырёхлетняя школа, в которой работали две учительницы. В школе обучались ученики из четырёх деревень: Александровки, Ударника, Владимировки и Юлдуза. Была большая библиотека с двумя читальными залами. Действовали медпункт, почтовое отделение, магазин, филиал отделения Сбербанка.
В годы коллективизации организован колхоз «Юлдуз», в 1953 году этот колхоз вошёл в состав колхоза «Мичуринец» (пгт Актюбинский), с 1957 года преобразованного в совхоз «Сокольский».
Село электрифицировано, есть кладбище. До недавнего времени действовали зерноток и склад.